# شیطان درون
شیطان درون (به انگلیسی: The Evil Within) که در ژاپن با نام Psycho Break به معنی روان شکن شناخته می‌شود، یک بازی ویدئویی در سبک ترس و بقا است که در اکتبر سال ۲۰۱۴، برای مایکروسافت ویندوز، پلی‌استیشن ۳، پلی‌استیشن ۴، ایکس‌باکس ۳۶۰ و ایکس‌باکس وان عرضه شده است. این بازی به کارگردانی شینجی میکامی توسط شرکت تانگو گیم‌ورکس توسعه یافته و بتزدا سافت‌ورکز نیز آن را منتشر کرده است.

## داستان
داستان این بازی، پیرامون کارآگاه سباستین کاستیانس (به انگلیسی: Sebastian Castellanos) و همراهان وی، جوزف اودا و جولی کیدمن است. آن‌ها در حال بازدید از یک صحنه جنایت وحشتناک هستند در حالی که یک نیروی قدرتمند و مرموز در کمین آن‌ها بوده و با فریب، این افراد را به سوی خود جلب نموده‌اند. سباستین در ادامه همراهان خود را یکی پس از دیگری از دست می‌دهد و خود نیز برای فرار از موقعیت جنون آفرین موجود، مجبور به پیدا کردن راهی برای زنده ماندن و فرار از دست این نیروهای مرموز می‌شود.
سباستین در ادامه همراهان خود را یکی پس از دیگری از دست می‌دهد و خود نیز مجروح شده و آویزان از سقف و در یک سلاخ خانه انسان به هوش می‌آید. سپس غولی سیاه او را به مکانی مرموز برده و تعدادی قصاب با اره برقی به سوی او می‌آیند. سباستین برای فرار از موقعیت جنون آفرین موجود، مجبور به پیدا کردن راهی برای زنده ماندن و فرار از دست این نیروهای مرموز می‌شود.

## بازتاب‌ها
| گردآورنده | امتیاز                                 |
| --------- | -------------------------------------- |
| متاکریتیک | (XONE) ۷۹/۱۰۰ (PS4) ۷۵/۱۰۰ (PC) ۶۸/۱۰۰ |

| ناشر                     | امتیاز |
| ------------------------ | ------ |
| سی‌وی‌جی                   | 8/10   |
| دستراکتید                | 7/10   |
| یوروگیمر                 | 8/10   |
| فامیتسو                  | 35/40  |
| گیم اینفورمر             | 9/10   |
| گیم‌اسپات                 | 7/10   |
| گیمز ریدار+              | [ ۱۳ ] |
| گیم‌تریلرز                | 9/10   |
| جاینت بامب               | [ ۱۵ ] |
| آی‌جی‌ان                   | 8.7/10 |
| جویستیک                  | [ ۱۷ ] |
| اواکس‌ام (ایالات متحده)   | 8/10   |
| پی‌سی گیمر (ایالات متحده) | 60/100 |
| پولیگان                  | 6.5/10 |
| VideoGamer.com           | 8/10   |
| Hardcore Gamer           | 4/5    |

## دنباله
در نمایشگاه رسانه و تجارت ای۳ ۲۰۱۷ پیش نمایشی از شیطان درون ۲ نشان داده شد. رخدادهای بازی سه سال پس از نسخه اول اتفاق می‌افتد و همانند نسخهٔ پیشین از دید کارگاه سباستین کاستیانس دنبال می‌شود که دوباره وارد دستگاه «استیم» می‌شود تا مأموریتی را برای شرکت مرموزی به نام موبیوس انجام داده و همچنین دخترش را که مدت‌ها تصور می‌کرد مرده است را نجات دهد. این بازی در ۱۳ اکتبر ۲۰۱۷ برای مایکروسافت ویندوز، پلی‌استیشن ۴ و ایکس‌باکس وان عرضه شد.